# ウェリントン (シエラレオネ)
ウェリントン（Wellington）とは西アフリカはシエラレオネにある工業団地のエリア。人口は220,628人で、フリータウン半島の西部地域にあり、フリータウンの東に隣接した郊外に位置する。エリアの周辺は46haの用意を持つウェリントン工業団地となっており、投資を促すため、1960年11月10日に政府によって造成された。この工業団地では、セメントや釘、靴、酸素、タバコ、ビールや清涼飲料、塗料、ニット製品と言った様々な製品が生産され、建築用木材の加工や家具を製造する工場もある。
シエラレオネ・ビール・リミテッドは1961年10月にウィリー・ンガナ（Willy Ngana）によってウェリントンにて設立されたビール会社である。シエラレオネで最も有名な「スタービール」と呼ばれるビールは1962年にここではじめて生産された。
マリカ・パーム・カーネル・エンタープライズはパーム油から造られた石鹸やオイルや有機肥料・バイオ燃料などを製造する会社でウェリントンにある。